# Centris boliviensis
Centris boliviensis är en biart som beskrevs av Alexander Mocsáry 1899. Centris boliviensis ingår i släktet Centris och familjen långtungebin. Inga underarter finns listade.